# Luhansk oblast
Luhansk oblast (ukrainsk: Луганська область, tr. Luhanska oblast; russisk: Луганская область, tr. Luganskaja oblast) er en af Ukraines 24 oblaster, beliggende i den østlige del af landet.
Luhansk oblast blev grundlagt den 3. juni 1938 og har et areal på 26.684 km². Oblasten har 2.213.394(2015) indbyggere. Oblastens største by og administrative center er Luhansk. Andre større byer er Altjevsk, Khrustalnyj,  Lysytjansk og Kadijivka.
Siden 2014 har den sydlige halvdel ikke været under ukrainsk kontrol, men kontrolleret af Folkerepublikken Lugansk. Den nordlige halvdel af oblasten har ikke været under ukrainsk kontrol siden Ruslands invasion af Ukraine i 2022. I september 2022 erklærede Rusland ensidigt hele oblasten som en del af Rusland.

## Historiske navne
Oblasten blev opkaldt efter Kliment Vorosjilov, der var født i oblasten, og hed fra oprettelsen i 1938 indtil 1958 og igen fra 1970 til 1990 Vorosjilovgrad oblast.

## Geografi
Luhansk oblast ligger i det østlige Ukraine. Oblastens areal, 26.700 km², er omkring 4,42% af Ukraines samlede areal.
Oblastens længde fra nord til syd er 250 km og fra øst til vest 190 km. Oblasten har ukraines længste internationale grænse på 746 km til Den Russiske Føderation. Oblasten grænser op til de russiske oblaster Belgorod og Voronezj mod nord og Rostov mod øst og syd. Mod vest grænser oblasten op til de ukrainske oblaster Kharkiv og Donetsk.
Oblasten ligger i Donets-dalen, der deler oblasten i omkring to lige store dele. Den sydlige del af oblasten ligger på Donetskplateauet, tæt på oblastens sydlige grænse. Det højeste punkt i oblasten er Mogila Metjetna, 367 moh, der er det højeste punkt på plateauet.
Den venstre bred af Donets er en del af Starobilska sletten, som mod nord går over i det centralrussiske højland.

## Historie
Oblasten blev dannet efter dekret fra Sovjetunionens Øverste Sovjet den 3. juni 1938 ved at udskille Voroshilovgrad oblast af Donetsk oblast (på det tidspunkt Stalino oblast). 21. august 1938 godkendte Sovjetunionens Øverste Sovjet opdelingen af oblasten. Voroshilovgrad oblast omfattede fire byer i regional betydning, og 28 rajoner med 1.837.000 indbyggere.

### Krigen i Donbass
I april 2014, som et resultat af forværringen af den politiske krise i Ukraine, afholdtes folkeafstemning i oblasten om tilknytningen til Ukraine den 18. maj 2014. Afstemningstemaet var "Vil du støtte Folkerepublikken Lugansk' uafhængighed?". Ved folkeafstemningen, der ikke anerkendtes af den Ukrainske regering, var valgdeltagelsen ifølge arrangørerne på 75%. Ja-stemmerne udgjorde i følge arrangørerne 96,2%. På baggrund af folkeafstemningen udråbtes dele af oblasten til Folkerepublikken Lugansk. Som følge af at en del af oblasten, herunder byen Lugansk er kontrolleret af Folkerepublikken Lugansk, er den ukrainske regionale administration af de ukrainsk kontrollerede dele af oblasten flyttet til Severodonetsk, som Ukraines nationaliststyrker generobrede i juli 2014. På den del af oblasten, der er kontroleret af Folkerepublikken Lugansk, er der oprettet en lokal administration.
Som følge af krigen i Donbass kontrollerer Folkerepublikken Lugansk den sydlige tredjedel af oblasten, der omfatter byen Lugansk, oblastens folkerigeste by og administrative center. Mange universiteter i Folkerepublikken Lugansk er flyttet til regeringskontrollerede byer som Severodonetsk, Starobilsk og Rubizjne.
I følge en undersøgelse foretaget i december 2014 af Kijevs Internationale Institut for Sociologi i de ukrainsk kontrollerede områder støttede 5,7% af befolkningen at oblasten skulle optages i Den Russiske Føderation, mens 84,1% var imod idéen, resten tog ikke stilling eller undlod at svare; der blev ikke foretaget nogen meningsmåling i Folkerepublikken Lugansk' område.

## Demografi
Befolkningen ved folketællingen i 2001
(befolkningsgrupper på mere end tusind.):
| Demografisk udvikling for Lugansk oblast fra 1989 til 2014 |           |           |           |           |           |           |           |           |           |
| år                                                         | 1989      | 1990      | 1995      | 1998      | 2001      | 2005      | 2008      | 2012      | 2014      |
| indbyggere                                                 | 2.862.700 | 2.866.900 | 2.827.100 | 2.702.800 | 2.589.800 | 2.440.313 | 2.355.346 | 2.272.676 | 2.239.500 |

| Nationalitet    | Antal     | 1989 (%) | 2001 (%) | Forandring (%) |
| --------------- | --------- | -------- | -------- | -------------- |
| Ukrainere       | 1.472.400 | 51.9     | 58.0     | -0,7 %         |
| Russere         | 991.800   | 44.8     | 39.0     | -22,5 %        |
| Hviderussere    | 20.500    | 1.2      | 0.8      | -38,6 %        |
| Tatarer         | 8.500     | 0.4      | 0.3      | -28,4 %        |
| Armeniere       | 6.500     | 0.1      | 0.3      | +70,5 %        |
| Moldavere       | 3.300     | 0.2      | 0.1      | -43,8 %        |
| Aserbajdsjanere | 3.100     | 0.1      | 0.1      | +50 %          |
| Jøder           | 2.700     | 0.3      | 0.1      | -67,8 %        |
| Romaer          | 2.300     | 0.1      | 0.1      | -32,2 %        |
| Polakker        | 2.100     | 0.1      | 0.1      | -43,6 %        |
| Georgiere       | 2.100     | 0.1      | 0.1      | +20 %          |
| Bulgarere       | 1.600     | 0.1      | 0.1      | -36,9 %        |
| Tyskere         | 1.600     | 0.1      | 0.1      | -20,6 %        |

### Modersmål
Ved folketællingen i 2001 opgav 68,8% af befolkningen at russisk er deres modersmål mens ukrainsk betragtedes som modersmål af 30,0% af Luhask oblasts indbyggere.
| Rajoner og byer       | ukrainsk | russisk |
| --------------------- | -------- | ------- |
| Luhansk oblast        | 30,0     | 68,8    |
| Luhansk (by)          | 14,3     | 84,7    |
| Antratsit (by)        | 13,9     | 83,7    |
| Brjanka (by)          | 14,0     | 85,7    |
| Kirovsk (by)          | 20,3     | 79,3    |
| Altjevsk (by)         | 15,3     | 83,4    |
| Krasnodon (by)        | 8,3      | 91,1    |
| Krasnyj Lutj (by)     | 14,7     | 83,6    |
| Lisitjansk (by)       | 35,3     | 62,9    |
| Pervomajsk (by)       | 37,9     | 57,1    |
| Rovenki (by)          | 21,2     | 78,3    |
| Rubizjne (by)         | 39,0     | 60,1    |
| Sverdlovsk (by)       | 14,2     | 83,5    |
| Severodonetsk (by)    | 28,3     | 70,8    |
| Stakhanov (by)        | 14,4     | 83,8    |
| Antratsitiv rajon     | 46,5     | 53,1    |
| Bilovod rajon         | 84,2     | 15,6    |
| Bilokurakin rajon     | 91,4     | 8,4     |
| Krasnodon rajon       | 27,3     | 72,3    |
| Kreminna rajon        | 78,7     | 20,8    |
| Lutugyn rajon         | 49,3     | 49,8    |
| Markiv rajon          | 93,4     | 5,8     |
| Milov rajon           | 73,8     | 24,1    |
| Novoajdar rajon       | 46,0     | 53,6    |
| Novopskov rajon       | 92,2     | 7,5     |
| Pereval rajon         | 23,2     | 76,4    |
| Popasnjan rajon       | 64,1     | 35,6    |
| Svativ rajon          | 91,8     | 7,6     |
| Sverdlov rajon        | 56,0     | 41,3    |
| Slovjanoserb rajon    | 38,9     | 60,4    |
| Stanitjno-Lugan rajon | 14,2     | 85,1    |
| Starobil rajon        | 79,2     | 20,5    |
| Troit rajon           | 62,8     | 36,9    |

## Administrativ inddeling

### Rajoner
Der er 18 rajoner, svarende til dansk kommuner, i Luhansk oblast:
Kontrol over de administrative områder per 1. juni 2016, ifølge Folkerepublikken Lugansk:
- Under Ukraines kontrol:
- Under Folkerepublikken Lugansk' kontrol:

| Navn                                   | Administrativt center                  | Befolkningstal (pr. 01.03.2015) | Areal (km²) | Befolkningstæthed (pers./km²) |
| -------------------------------------- | -------------------------------------- | ------------------------------- | ----------- | ----------------------------- |
| Antratsitiv Антрацитівський            | Antratsit Антрацит                     | 30.717                          | 1.662       | 18,07                         |
| Bilovod Біловодський                   | Bilovodsk Біловодськ                   | 24.241                          | 1.597       | 15,18                         |
| Bilokurakin Білокуракинський           | Bilokirakine Білокуракине              | 19.520                          | 1.436       | 13,59                         |
| ru: Sverdlov uk: Dovzjan Довжанський   | ru: Sverdlovsk uk: Dovzjansk Довжанськ | 11.890                          | 1.132       | 10,5                          |
| Kreminna Кремінський                   | Kreminna Кремінна                      | 41.313                          | 1.627       | 25,39                         |
| Lutugyn Лутугинський                   | Lutugyne Лутугине                      | 67.136                          | 1.057       | 63,51                         |
| Markiv Марківський                     | Markivka Марківка                      | 15.547                          | 1.166       | 13,33                         |
| Milov Міловський                       | Milove Мілове                          | 15.472                          | 971         | 15,93                         |
| Novoajdar Новоайдарський               | Novoajdar Новоайдар                    | 25.123                          | 1.536       | 16,35                         |
| Novopskov Новопсковський               | Novopskov Новопсков                    | 34.911                          | 1.623       | 21,51                         |
| Pereval Перевальський                  | Perevalsk Перевальськ                  | 71.096                          | 803         | 88,12                         |
| Popasnjan Попаснянський                | Popasna Попасна                        | 40.303                          | 1.325       | 30,42                         |
| Slovjanoserb Слов'яносербський         | Slovjanoserbsk Слов'яносербськ         | 54.761                          | 1.113       | 49,2                          |
| ru: Krasnodon uk: Sorokin Соро́кинський | ru: Krasnodon uk: Sorokine Сорокине    | 29.526                          | 1.386       | 21,09                         |
| Stanitjno-Lugan Станично-Луганський    | Stanitsja Luganska Станиця Луганська   | 49.775                          | 1.896       | 26,2                          |
| Starobil Старобільський                | Starobilsk Старобільськ                | 46.361                          | 1.582       | 29,34                         |
| Svativ Сватівський                     | Svatove Сватове                        | 36.803                          | 1.739       | 21,15                         |
| Troіt Троїцький                        | Troitske Троїцьке                      | 20.627                          | 1.633       | 12,89                         |

### Byer med regional betydning
Der er 18 byer er med regional betydning (ukrainsk: обласного значення) i Luhansk oblast. Byerne ikke underlagt rajonerne, men har status tilsvarende de tidligere danske købstæder.
- Under Ukraines kontrol:
- Under Folkerepublikken Lugansk' kontrol:

| Navn                                                                        | Befolkningstal (pr. 01.03.2015) | Areal (km²) |
| --------------------------------------------------------------------------- | ------------------------------- | ----------- |
| Altjevsk russisk: Алчевск ukrainsk: Алчевськ                                | 118.611                         | 49,01       |
| Antratsit russisk: Антрацит ukrainsk: Антрацит                              | 63.404                          | 61,32       |
| Brjanka russisk: Брянка ukrainsk: Брянка                                    | 54.850                          | 63,54       |
| ru: Kirovsk russisk: Кировск uk: Holubivka ukrainsk: Голубівка              | 35.136                          | 34,96       |
| ru: Krasnodon russisk: Краснодон uk: Sorokine ukrainsk: Сорокине            | 49.921                          | 77,33       |
| ru: Krasnyj Lutj russisk: Красный Луч uk: Khrustalnij ukrainsk: Хрустальний | 94.756                          | 153,56      |
| Lisitjansk ukrainsk: Лисичанськ russisk: Лисичанск                          | 114.905                         | 95,64       |
| Lugansk russisk: Луганськ ukrainsk: Луганськ                                | 459.294                         | 286,20      |
| Pervomajsk russisk: Первомайск ukrainsk: Первомайськ                        | 43.094                          | 88,54       |
| Rovenki russisk: Ровеньки ukrainsk: Ровеньки                                | 53.609                          | 217,08      |
| uk: Rubizjne ukrainsk: Рубіжне ru: Rubezjnoje ukrainsk: Рубежное            | 65.564                          | 33,76       |
| ru: Sverdlovsk russisk: Свердловск uk: Dovzjansk ukrainsk: Довжанськ        | 72.611                          | 83,84       |
| Severodonetsk ukrainsk: Сєвєродонецьк russisk: Северодонецк                 | 120.225                         | 58,00       |
| ru: Stakhanov russisk: Стаханов uk: Kadiіvka ukrainsk: Кадіївка             | 90.144                          | 91,81       |